# Die Liebenden – von der Last, glücklich zu sein
Die Liebenden – von der Last, glücklich zu sein ist ein Filmdrama mit Musicalelementen von Christophe Honoré aus dem Jahr 2011. Es entstand in französisch-britisch-tschechischer Co-Produktion.

## Handlung
1964: Die junge Madeleine arbeitet als Verkäuferin in einem Schuhgeschäft. Heimlich lässt sie ein Paar Pumps mitgehen und probiert die Schuhe nach Ladenschluss auf der Straße an. Als sie auffallend mit ihnen die Straße entlangläuft, wird sie für eine Prostituierte gehalten und klärt das Missverständnis nicht auf, als sie die Summe hört, die der Freier zahlen würde. In der nächsten Zeit empfängt sie mehrfach Herrenbesuch, bis sie den tschechischen Arzt Jaromil Passer kennenlernt. Er verliebt sich in sie und bittet sie nach einiger Zeit, sie zu heiraten und mit ihm nach Prag zu kommen. Zunächst lehnt Madeleine dies ab, folgt ihm dann jedoch. Die Jahre vergehen und beide haben eine Tochter, Véra. Jaromil geht fremd, doch ist Madeleine bereit, ihm seine Seitensprünge zu verzeihen, wenn er nur immer zu ihr zurückkommt. Eines Tages wird Prag von den Russen besetzt. Madeleine will mit Jaromil und Véra über die Grenze gen Frankreich fliehen, doch ist Jaromil bei einer Geliebten und glaubt ihr nicht. Madeleine geht allein.
1978: Madeleine und Véra leben wieder in Frankreich. Madeleine hat erneut geheiratet, und ihr Mann François Gouriot, der als Gendarm arbeitet, liebt Véra wie sein eigenes Kind. Madeleine erfährt, dass Jaromil wieder in der Stadt ist. Er liebt sie immer noch und sie plant, mit Véra und Jaromil zu fliehen. Als François überraschend nach Hause kommt, verfällt Madeleine ihm sofort und Jaromil geht.
1997: Véra lernt in einer Bar den Musiker und Tierarzt Henderson kennen. Sie ist auf Lesereise mit dem Lehrer und Autor Clément, mit dem sie zwar keine Affäre hat, der sie aber mit seiner Eifersucht verfolgt. Véra begleitet Henderson in seine Wohnung und will ihn verführen, doch gesteht er ihr, schwul zu sein. Dennoch befriedigt er sie später auf einer Toilette oral, während Clément einige Zimmer weiter eine Lesung hält. Clément ahnt, was los ist, und macht Véra vor allen eine Szene. Madeleine geht unterdessen mal wieder mit Jaromil fremd, der in der Stadt ist. Er sucht auch François auf, um ihn dazu zu bringen, Madeleine zu verlassen. François lehnt ab. Beim Stadtbummel mit Véra setzt Jaromil durch, seiner Tochter einen Sari zu kaufen. Er macht sich auf den Weg zum Hotel, in dem Madeleine auf ihn wartet. Dabei übersieht er Baumschnittarbeiten und wird von einem herabstürzenden Ast am Kopf getroffen. Er geht zwar weiter, bricht jedoch vor Madeleines Hotel zusammen. Wenig später stirbt er im Hotel an seinen schweren Kopfverletzungen.
1998: Véra trifft in einem Club Henderson wieder. Sie möchte die Beziehung mit ihm wieder aufnehmen, auch wenn er einen Freund hat. Er gesteht ihr, dass er glaubt, HIV zu haben.
2001: Véra fliegt am 11. September nach New York City, doch wird ihr Flugzeug aufgrund der Bombenanschläge nach Montréal umgeleitet. Henderson fährt mit seinem Begleiter Mathieu zu ihr. Véra gesteht ihm, trotz seiner Erkrankung ein Kind von ihm zu wollen. Es ist ihr egal, ob sie sich dabei ansteckt, quäle sie der Gedanke, nicht von ihm geliebt zu werden, doch viel mehr. Obwohl sich Henderson zunächst weigert, verbringen beide mit Mathieu die Nacht und schlafen miteinander. Später entwendet Véra sämtliche Medikamente Hendersons und schluckt sie heimlich in der Hotelbar. Von den Anwesenden unbemerkt bricht sie zusammen und stirbt an der Überdosis.
2007: Madeleine hat Geburtstag und lädt auch Clément ein, nach Reims zu kommen. Seit dem Tod von Véra ist sie depressiv, zumal sie erkannt hat, dass sie François kaum liebt. Clément bietet ihr an, von der Geburtstagsfeier zu verschwinden, und beide gehen in die Stadt. Madeleine sieht ihr früheres Wohnhaus, in dem sie mit Jaromil geschlafen hat, und sie zieht die Schuhe an, die sie einst gestohlen hatte. Auch das Hotel, in dem sie sich später mit Jaromil traf, sieht sie noch einmal wieder. Später kehrt sie desillusioniert zu François zurück.

## Produktion
Die Liebenden – von der Last, glücklich zu sein wurde unter anderem in Paris und Reims gedreht. Catherine Deneuve und Chiara Mastroianni sind auch im wahren Leben Mutter und Tochter. Der Film erlebte am 22. Mai 2011 auf den Internationalen Filmfestspielen von Cannes seine Premiere und kam am 24. August 2011 in die französischen Kinos. Am 5. November 2011 war der Film im Rahmen der Französischen Filmtage Tübingen erstmals in Deutschland zu sehen und kam am 3. Mai 2012 in die deutschen Kinos. Im Jahr 2012 wurde der Film auf DVD veröffentlicht.
Der Film enthält zwölf Lieder, die die Handlung gliedern und von den Darstellern eingesungen wurden.

## Kritik
Der film-dienst befand, dass der Film „elegant […] Leichtes und Schweres, Buntes und Düsteres [verbindet] und […] sich vor allem dank der beiden vorzüglichen Darstellerinnen, aber auch der mal poppigen, mal melancholischen Lieder zur traurig-schönen Reflexion über Freuden, Leiden und Wirrungen der Liebe [verdichtet].“
Cinema nannte den Film einen „traurige[n] Abgesang auf die Liebe mit Charme und einigen Längen“, während Der Spiegel ihn als „groß angelegtes, tragikomisches Generationenporträt mit nicht immer umwerfenden Gesangseinlagen“ bezeichnete.

## Auszeichnungen
Alex Beaupain würde für den Film 2012 für einen César in der Kategorie Beste Filmmusik nominiert.